# Wendelin Mangold
Wendelin Mangold (* 5. September 1940 in Schewtschenko, Oblast Odessa, Ukrainische SSR) ist ein russlanddeutscher Germanist und Schriftsteller.

## Leben
Wendelin Mangold entstammt einer schwarzmeerdeutschen Bauernfamilie. 1943 wurde seine Familie von den nationalsozialistischen Behörden im Zuge der ethnischen Neuordnung des 1939 vom Dritten Reich okkupierten „Warthegaus“ in diese vormals zu Polen gehörende Region zwangsumgesiedelt. Mangold erlebte das Kriegsende in Deutschland; seine Familie wurde von der Roten Armee in die Sowjetunion deportiert und verbrachte das nächste Jahrzehnt unter strenger staatlicher Aufsicht, der sog. „Kommandantur“, im Nordural. Wendelin Mangold war während dieser Zeit vorwiegend als Bauarbeiter tätig. Nach dem Ende der stalinistischen Ära in der Sowjetunion zog die Familie Mangold 1956 nach Nowosibirsk. Wendelin Mangold konnte nunmehr eine Abendschule besuchen, die er erfolgreich abschloss. Von 1962 bis 1967 studierte er am Pädagogischen Institut in Nowosibirsk Germanistik; er promovierte in diesem Fach und wirkte als Dozent. Später hatte er einen Lehrstuhl für „Deutsch als Muttersprache“ im kasachischen Koktschetaw inne. Seit den 1970er-Jahren veröffentlichte er literarische Texte – vorwiegend Gedichte – in der deutschsprachigen Presse der Sowjetunion.
1992 übersiedelte Wendelin Mangold nach Deutschland, wo er bis zu seiner Pensionierung im Jahre 2007 als Sozialarbeiter in der katholischen Seelsorge für die Russlanddeutschen tätig war. Mangold lebt heute in Königstein im Taunus.
Wendelin Mangold war Mitglied des Sowjetischen Schriftstellerverbandes; heute gehört er dem Literaturkreis der Deutschen aus Russland und dem Kulturrat der Deutschen aus Russland an. 

## Werke
- Rund um das Leben, Stuttgart 1998
- Deutschland, hin und zurück, Lage-Hörste 2001
- Zu sich wandern, Annweiler 2005

## Herausgeberschaft
- Rußlanddeutsche Literatur, Stuttgart 1999